# Communay
Communay est une commune française située dans le département du Rhône, en région Auvergne-Rhône-Alpes. Elle fait partie des communes dites de l'Est lyonnais.

## Géographie
Communay se situe à moins de 20 km du centre-ville de Lyon, à 12 km de Vienne et à 8 km de Givors. Sa situation sur une colline surplombant les environs offre un point de vue dégagé sur les environs. Lyon, les monts du Lyonnais et les
monts d'Or, les massifs du Mont-Blanc et du Vercors, ainsi que le Pilat et la Côtière de l'Ain sont visibles depuis la colline du château d'eau. Le territoire communal se trouve au-dessus du bassin houiller de la Loire.
| Sérézin-du-Rhône         | Saint-Symphorien-d'Ozon |                   |
| Ternay                   | Communay                | Simandres         |
| Chasse-sur-Rhône (Isère) | Seyssuel (Isère)        | Chuzelles (Isère) |

### Voies de communication et transports

#### Voies routières

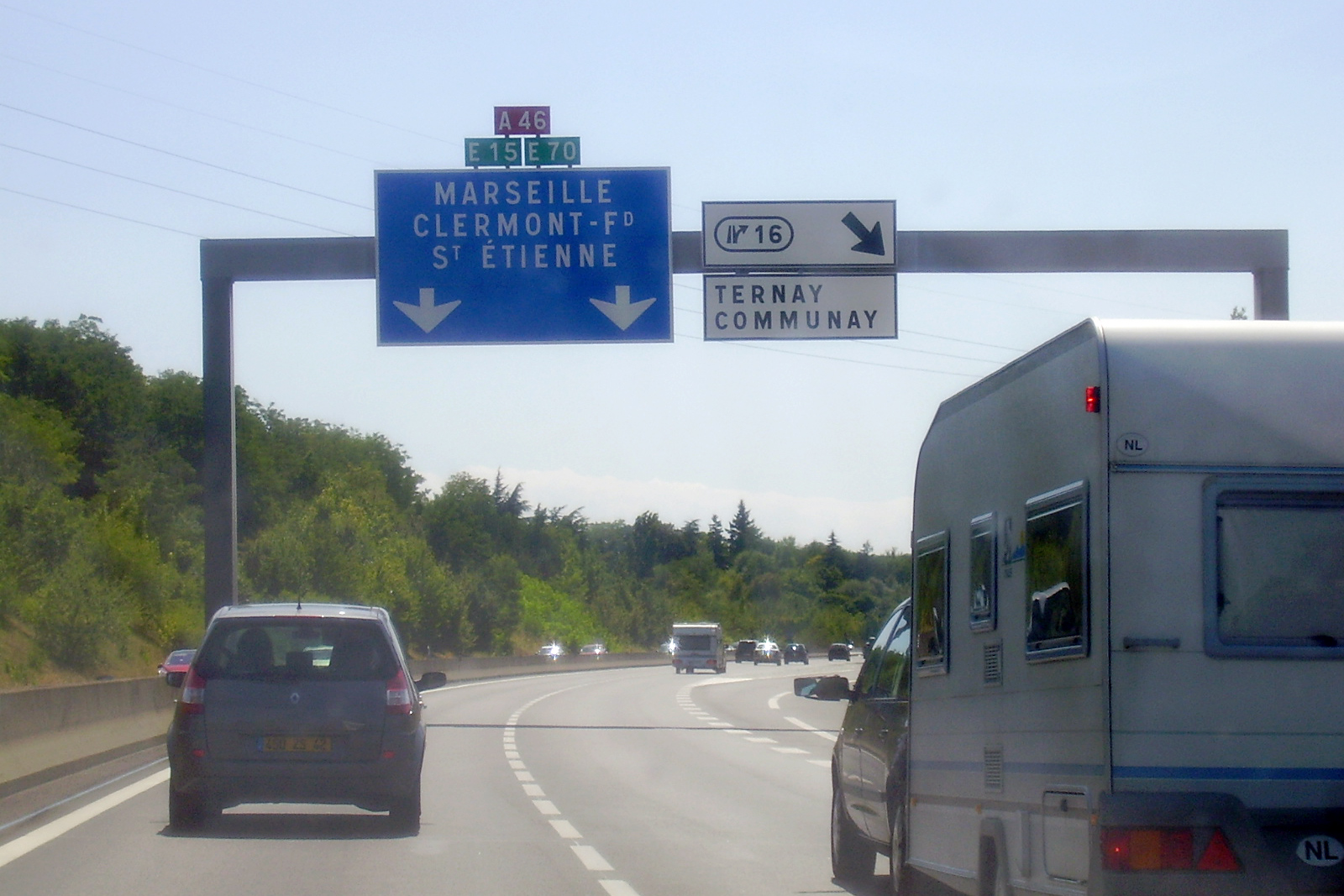
A46 au niveau de la sortie 16, vers Marseille.

La commune est desservie par l'autoroute A46 (sortie 16).
La route nationale 7 traverse le hameau des Pins et fait office de limite communale à l'est.
La route départementale 150 forme l'axe principal du village et permet de rallier les communes environnantes.

#### Transports en commun
Communay est desservie par les lignes 111 et 113 des cars du Rhône reliant respectivement Vienne et Givors à Vénissieux, ainsi que par un service de navettes TER vers Sérézin.

### Climat
Pour des articles plus généraux, voir Climat d'Auvergne-Rhône-Alpes et Climat du Rhône.
En 2010, le climat de la commune est de type climat du Bassin du Sud-Ouest, selon une étude du Centre national de la recherche scientifique s'appuyant sur une série de données couvrant la période 1971-2000. En 2020, Météo-France publie une typologie des climats de la France métropolitaine dans laquelle la commune est dans une zone de transition entre le climat semi-continental et le climat de montagne et est dans une zone de transition entre les régions climatiques « Bourgogne, vallée de la Saône » et « Nord-est du Massif Central ». 
Pour la période 1971-2000, la température annuelle moyenne est de 12 °C, avec une amplitude thermique annuelle de 18 °C. Le cumul annuel moyen de précipitations est de 820 mm, avec 9 jours de précipitations en janvier et 6,3 jours en juillet. Pour la période 1991-2020, la température moyenne annuelle observée sur la station météorologique de Météo-France la plus proche, « Luzinay », sur la commune de Luzinay à 9 km à vol d'oiseau, est de 12,7 °C et le cumul annuel moyen de précipitations est de 928,1 mm,. Pour l'avenir, les paramètres climatiques de la commune estimés pour 2050 selon différents scénarios d'émission de gaz à effet de serre sont consultables sur un site dédié publié par Météo-France en novembre 2022.

## Urbanisme

### Typologie
Au 1er janvier 2024, Communay est catégorisée ceinture urbaine, selon la nouvelle grille communale de densité à sept niveaux définie par l'Insee en 2022.
Elle appartient à l'unité urbaine de Lyon, une agglomération inter-départementale regroupant 123  communes, dont elle est une commune de la banlieue,,. Par ailleurs la commune fait partie de l'aire d'attraction de Lyon, dont elle est une commune de la couronne,. Cette aire, qui regroupe 397 communes, est catégorisée dans les aires de 700 000 habitants ou plus (hors Paris),.

### Occupation des sols
L'occupation des sols de la commune, telle qu'elle ressort de la base de données européenne d’occupation biophysique des sols Corine Land Cover (CLC), est marquée par l'importance des territoires agricoles (67,2 % en 2018), en diminution par rapport à 1990 (76,4 %). La répartition détaillée en 2018 est la suivante : 
terres arables (48,9 %), zones agricoles hétérogènes (18,3 %), zones urbanisées (16,1 %), forêts (10,3 %), zones industrielles ou commerciales et réseaux de communication (6,4 %). L'évolution de l’occupation des sols de la commune et de ses infrastructures peut être observée sur les différentes représentations cartographiques du territoire : la carte de Cassini (XVIIIe siècle), la carte d'état-major (1820-1866) et les cartes ou photos aériennes de l'IGN pour la période actuelle (1950 à aujourd'hui).

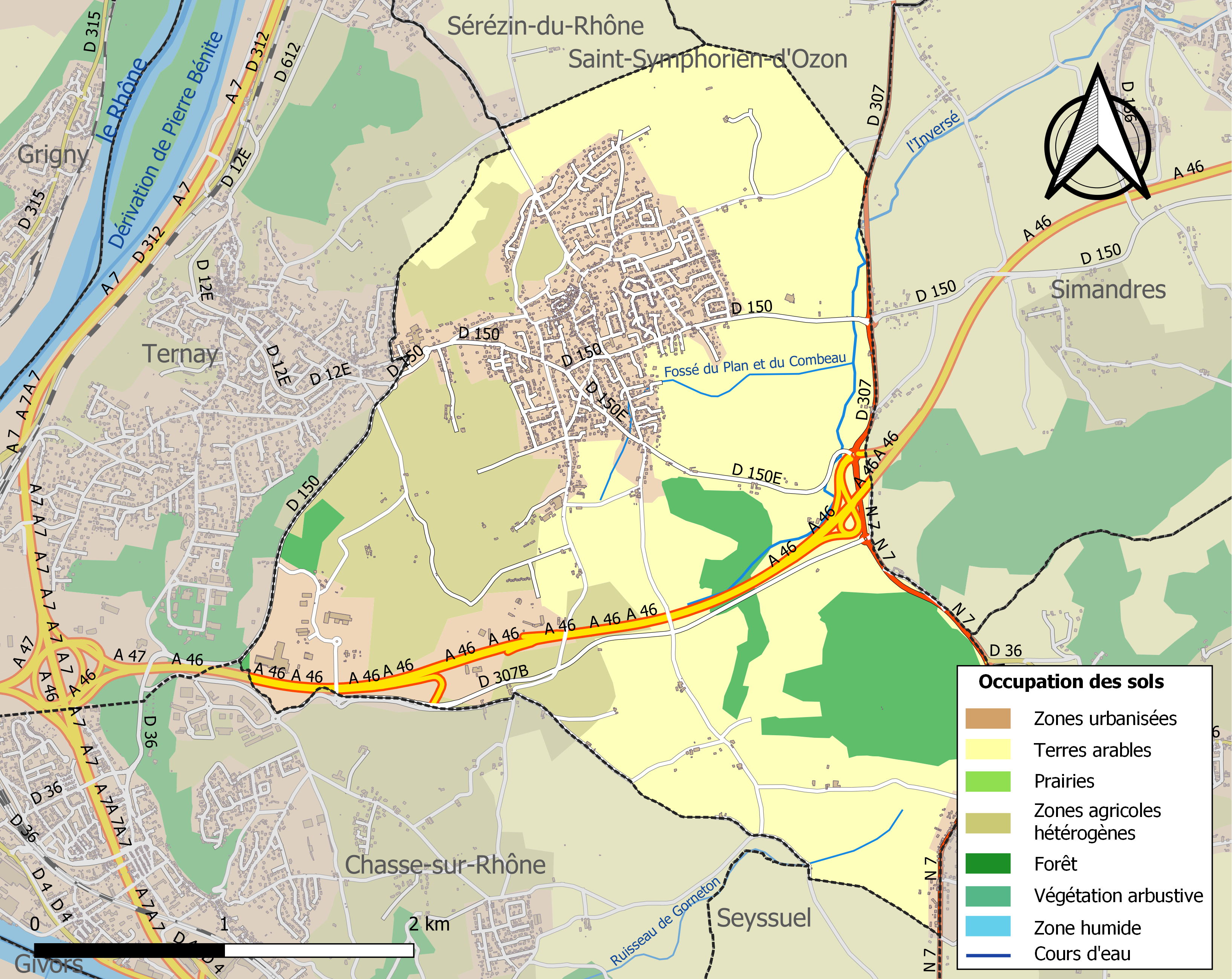
Carte des infrastructures et de l'occupation des sols de la commune en 2018 (CLC).

## Histoire

### Époque romaine
Le site de la commune était déjà occupé à l'époque romaine, en témoigne une pierre gravée retrouvée sur l'une des pierres de l'église. Le nom de la commune serait d'ailleurs d'origine romaine. Le site occupé est celui dit de "Saint Lazare" au niveau de l'actuelle autoroute. Des fosses Gallo-romaines ont été trouvées dans le secteur de Charvas.

### Moyen Âge
Mais ce n'est qu'en 910, dans une des chartes, qu’apparaît la première mention du village, sous le nom "Cominiaco". La première église, celle de Saint-Lazare aujourd'hui disparue, ainsi que la deuxième, l'actuelle, Saint-Pierre, ont été citées pour la première fois en 951, mais l'église actuelle n'était alors que la chapelle de l'ancien château. Son clocher ne fut construit que vers le XIIIe siècle.
Communay et sa seigneurie sont alors propriété féodale de l'Église de Vienne depuis 1013 et le resteront jusqu'en 1789.

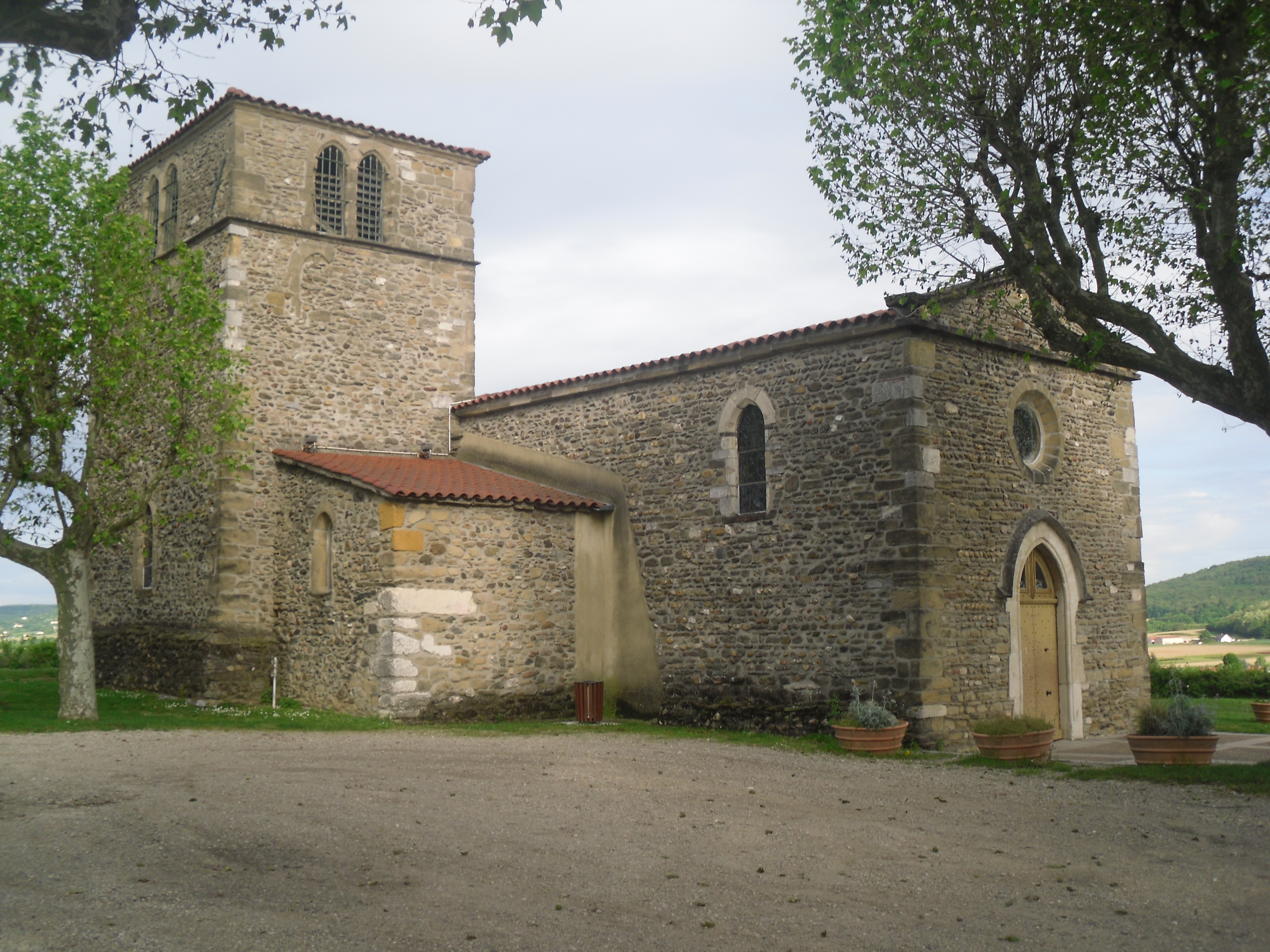
L'église du village, surplombant celui-ci.

### Temps modernes
Communay, alors bourg agricole verra apparaître les premières activités industrielles tout à la fin du XVIIIe siècle. La mine fut ouverte peu après.

#### La mine

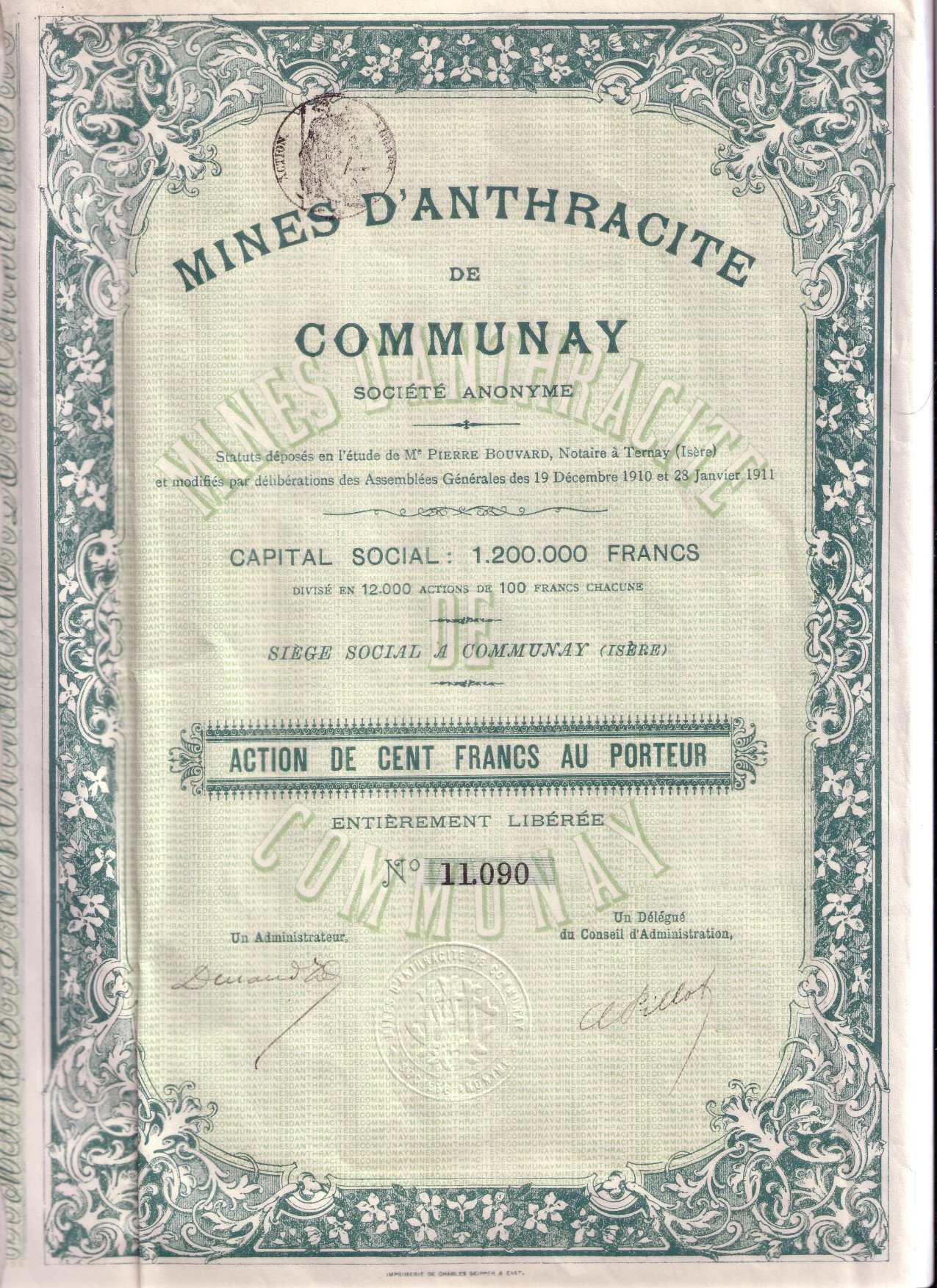
Une action de la mine d'anthracite.

De 1748 datent les premiers écrits sur l'existence du charbon à Communay où il est utilisé pour se chauffer, sous forme de « terre noire » par les habitants du hameau de Bayettan où il affleure. Dès 1812, on engage les premières prospections à des fins industrielles. En 1833, deux concessions, l'une à Communay, l'autre à Ternay, sont accordées sur ordonnance du roi Louis-Philippe Ier et se limitent à 9 km2. L'exploitation débute en 1834 par un premier puits à Bayettan (aussi appelé Puits Mallard ou Veuve Mallard. En 1884, on compte cinq puits à Communay : Bayettan, Gueymard, Espérance, Sainte-Lucie et Saint-André. De 1898 à 1912, l'exploitation est régulière 30 000 à 40 000 tonnes par an avec 300 à 400 ouvriers. En 1907 il y a même pénurie de main d’œuvre ce qui entraîne l'arrivée de mineurs italiens, marocains et polonais. Des grèves, des bagarres éclatent. On ne compte pas moins de 13 bistrots. Parallèlement à ces grèves, on découvre aussi des malversations de la part des actionnaires et les bénéfices disparaissent, des procès sont intentés. En 1927 a lieu la première fermeture de la mine de Communay.
À partir de 1898 il a existé un chemin de fer à voie étroite reliant la mine de Communay à la gare de Chasse-sur-Rhône, le matériel ainsi que les rails ont été vendus à un ferrailleur en 1938.
En 1941, on a déjà extrait 650 000 tonnes de la mine d'anthracite de Communay et les réserves sont estimées à 3 000 000 tonnes. Le 8 février 1949, au cours de la descente d'une pompe « d'exhaure », destinée à faire baisser le niveau de l'eau au puits Espérance qu'on veut remettre en activité, deux ouvriers trouvent la mort tandis que le directeur, monsieur Marcel Deparis, est gravement blessé. Cet accident fait suite à d'autres : en 1845, un mort par chute de benne, en 1879, trois morts par chute de bloc, en 1902, blessure par treuil électrique, en 1908 un mineur est tué par un wagonnet, bien que la mine ne soit pas sujette au coup de grisou.
En 1951, la mauvaise rentabilité et qualité du charbon, l'épuisement de certains filons, la concurrence d'autres mines davantage mécanisées entraînent la fermeture. Tout est très vite démoli pour rendre une reprise éventuelle impossible, et ce, malgré l'opposition des mineurs de Communay impuissants et déçus. Aujourd’hui, le site Internet des Amis de la mine de Communay présente un historique de cette activité.

Les houillères de Communay.
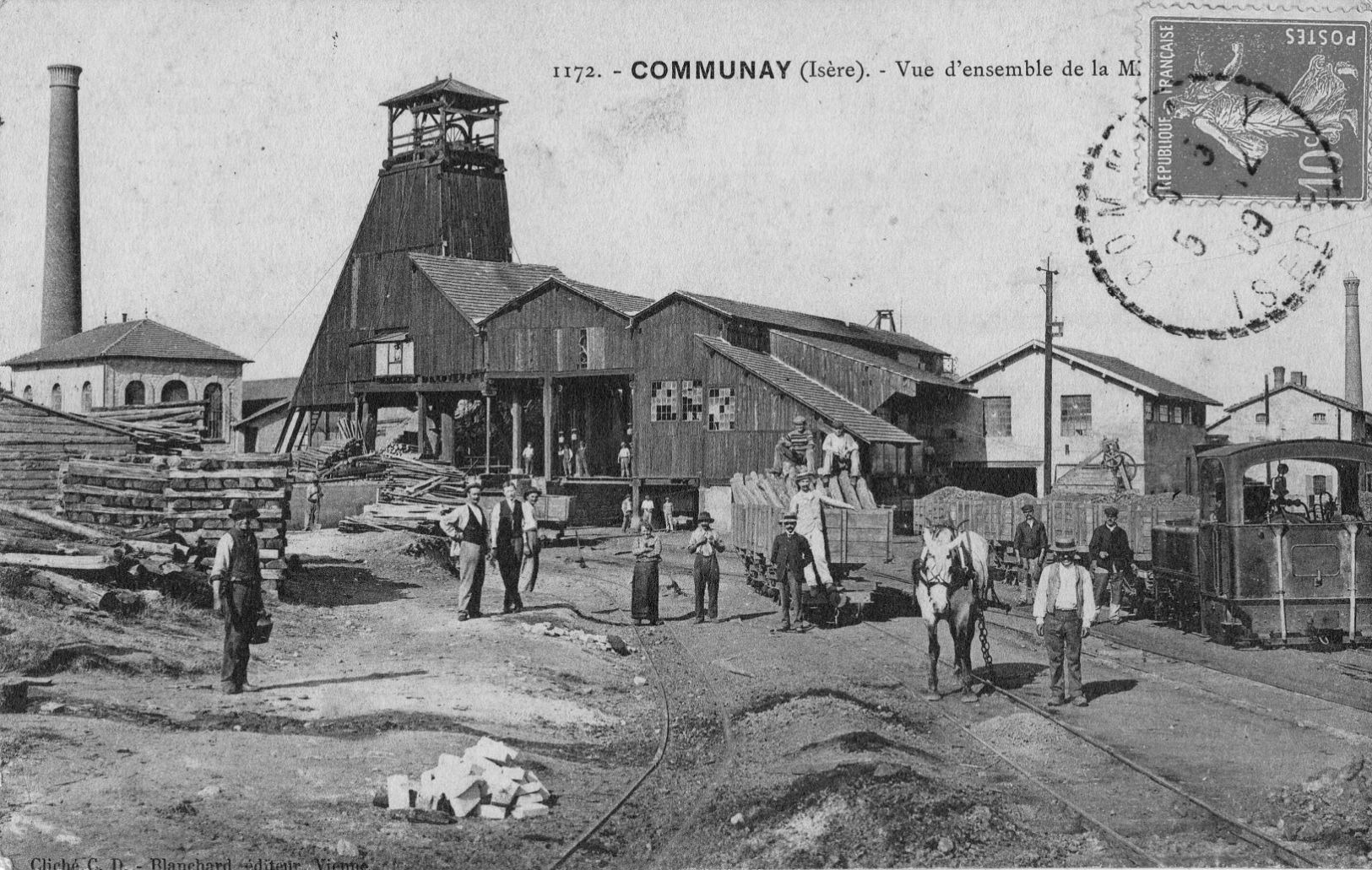
Le puits Espérance et son chevalement en bois.
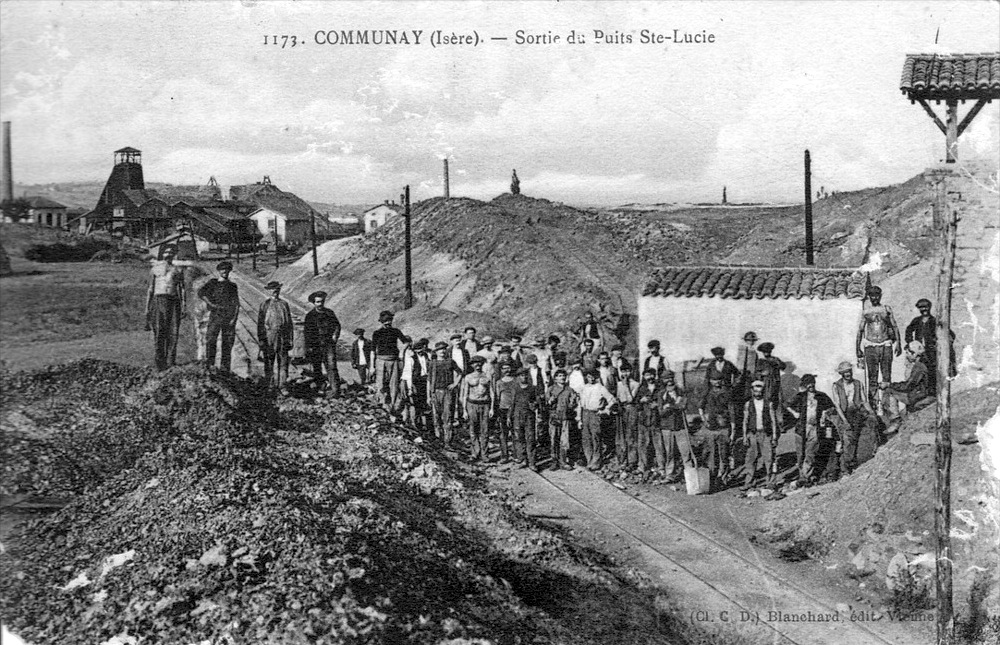
Sortie du puits Sainte-Lucie (à droite) en 1911. Le puits Espérance est visible au fond à gauche.
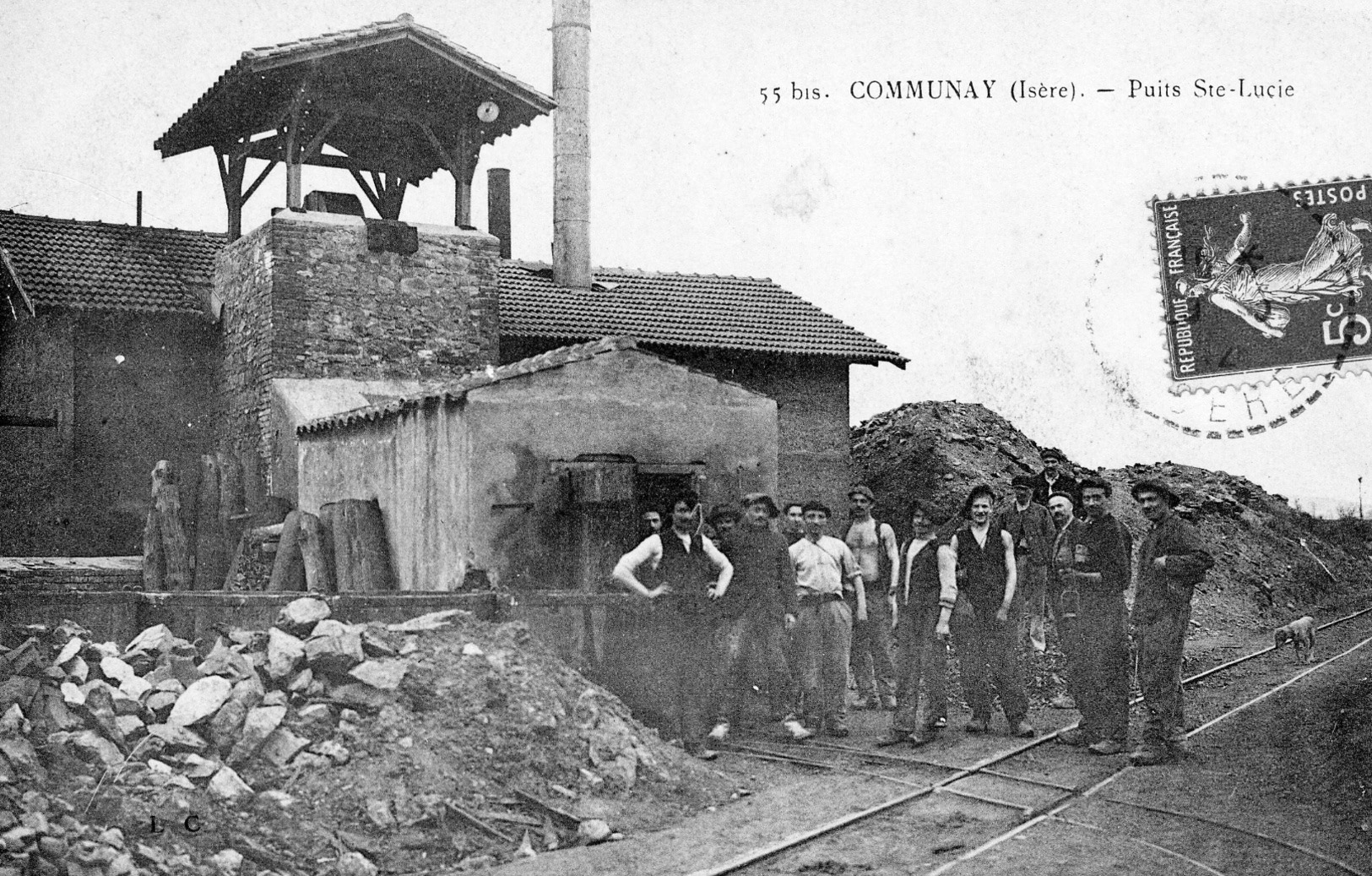
Le puits Sainte-Lucie.

### Époque contemporaine
À cette période suivit, lors de l'après-guerre, la périurbanisation. La commune fut alors rattachée au département du Rhone en vue d'un rattachement futur à l'agglomération lyonnaise. Une véritable explosion démographique se produit alors : de 1 062 habitants en 1962, on en compte presque 4 000 en 1999. De nombreux lotissements sont construits et la commune dut alors se munir de nombreux équipements pour suivre cette nouvelle évolution : nouvelles écoles, gymnase...

### Changement de département
Initialement rattachée au département de l'Isère, la commune de Communay est transférée, comme l'ensemble du canton de Saint-Symphorien-d'Ozon, au département du Rhône par la loi no 67-1205 du 29 décembre 1967.

## Politique et administration

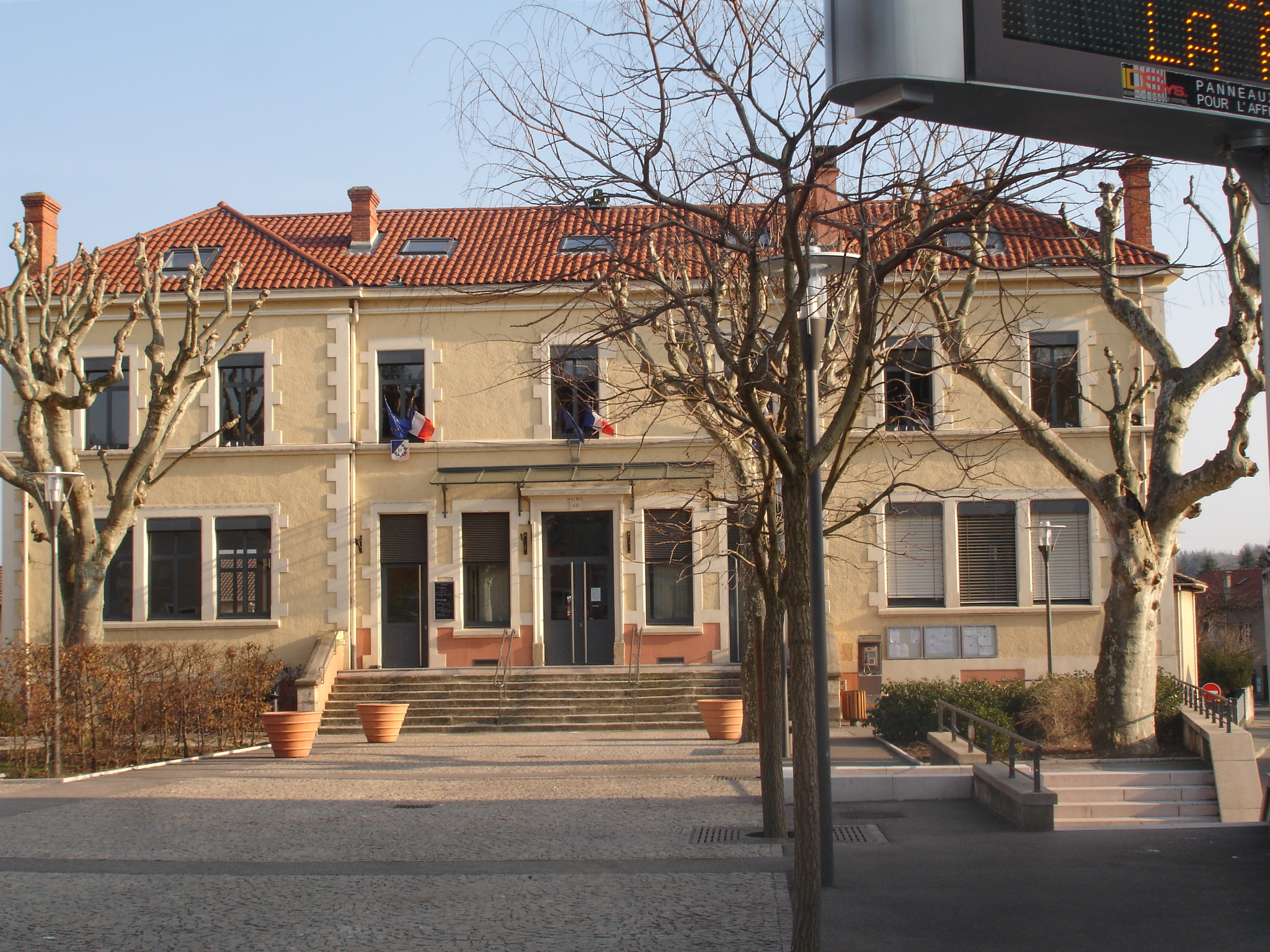
La mairie.

### Administration municipale
| Période                                  | Période                   | Identité            | Étiquette | Qualité                                                                                     |
| ---------------------------------------- | ------------------------- | ------------------- | --------- | ------------------------------------------------------------------------------------------- |
| ?                                        | ?                         | M. Gordin           |           | Maire en 1895                                                                               |
| ?                                        | ?                         | Claudius Gétaz      |           | Maire en 1920                                                                               |
| avant 1988                               | 1995                      | Bernard Tenet       | PS        |                                                                                             |
| 1995                                     | mars 2001                 | Michel Pras         |           | Enseignant                                                                                  |
| mars 2001                                | mars 2008                 | Serge Merguerian    | SE-DVD    |                                                                                             |
| mars 2008                                | mars 2014                 | Laurent Verdone     | DVG       | Ingénieur mécanicien Vice-président de la CC du Pays de l'Ozon                              |
| mars 2014                                | En cours (au 27 mai 2020) | Jean-Philippe Choné | SE        | Ingénieur retraité Vice-président de la CC du Pays de l'Ozon Réélu pour le mandat 2020-2026 |
| Les données manquantes sont à compléter. |                           |                     |           |                                                                                             |

Conseil municipal de Communay (2020-2026)

### Intercommunalité
La commune fait partie de la communauté de communes du Pays de l'Ozon.

## Population et société

### Démographie
L'évolution du nombre d'habitants est connue à travers les recensements de la population effectués dans la commune depuis 1793. Pour les communes de moins de 10 000 habitants, une enquête de recensement portant sur toute la population est réalisée tous les cinq ans, les populations de référence des années intermédiaires étant quant à elles estimées par interpolation ou extrapolation. Pour la commune, le premier recensement exhaustif entrant dans le cadre du nouveau dispositif a été réalisé en 2008.

En 2022, la commune comptait 4 524 habitants, en évolution de +8,36 % par rapport à 2016 (Rhône : +3,93 %, France hors Mayotte : +2,11 %).
| 1793 | 1800 | 1806 | 1821 | 1831 | 1836 | 1841 | 1846 | 1851 |
| ---- | ---- | ---- | ---- | ---- | ---- | ---- | ---- | ---- |
| 460  | 499  | 672  | 649  | 712  | 766  | 756  | 709  | 775  |

| 1856 | 1861 | 1866 | 1872 | 1876 | 1881 | 1886 | 1891 | 1896 |
| ---- | ---- | ---- | ---- | ---- | ---- | ---- | ---- | ---- |
| 818  | 739  | 732  | 700  | 681  | 768  | 700  | 662  | 696  |

| 1901 | 1906  | 1911  | 1921 | 1926 | 1931 | 1936 | 1946 | 1954 |
| ---- | ----- | ----- | ---- | ---- | ---- | ---- | ---- | ---- |
| 957  | 1 066 | 1 130 | 855  | 759  | 848  | 770  | 821  | 894  |

| 1962  | 1968  | 1975  | 1982  | 1990  | 1999  | 2006  | 2008  | 2013  |
| ----- | ----- | ----- | ----- | ----- | ----- | ----- | ----- | ----- |
| 1 062 | 1 247 | 1 859 | 2 356 | 2 918 | 3 883 | 3 913 | 3 922 | 4 128 |

| 2018  | 2022  | - | - | - | - | - | - | - |
| ----- | ----- | - | - | - | - | - | - | - |
| 4 219 | 4 524 | - | - | - | - | - | - | - |

### Enseignement

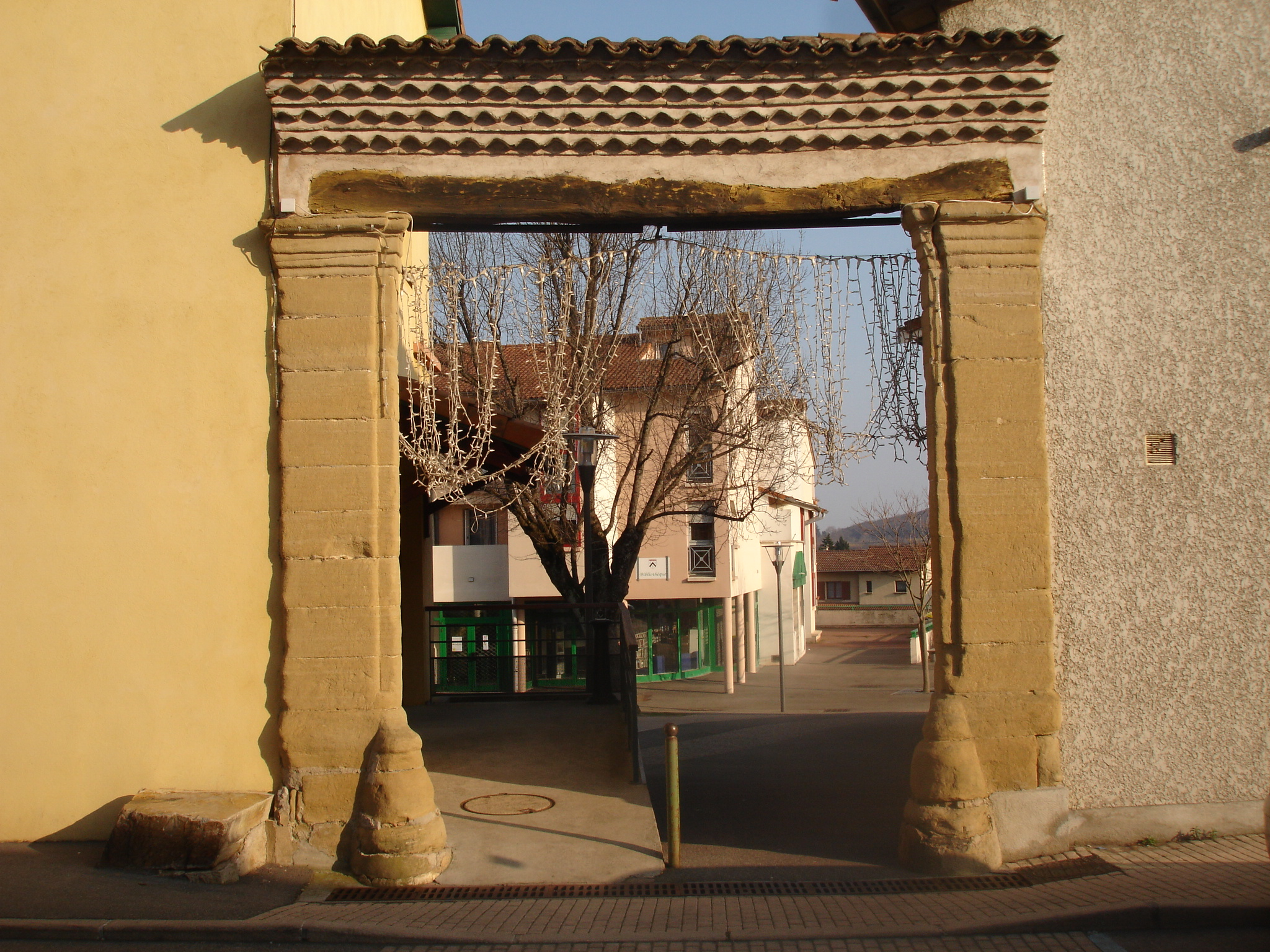
Porte d'accès à la mairie.

Communay possède une école maternelle, une école primaire et un collège public, rénové en 2013.

### Santé
Un cabinet médical est installé au dessus de la pharmacie, route de Ternay. Le cabinet dentaire se trouve au centre du village, près du bureau de poste. D'autres services médicaux existent et sont répartis dans la commune.

### Sports
Le Sud Lyonnais Football, créé par la fusion des clubs de L'AS Communay et du FCSSR, joue au stade de la plaine, qui va être réaménagé.
Sans oublier le Basket Club Communay Ternay (BCCT) qui dans une région de grande culture de basket a su faire sa place.
Le club des Archers de Cornavan que l'on peut apercevoir très régulièrement près du gymnase de la plaine, sur un pas de tir extérieur et un pas de tir intérieur au gymnase du collège.

### Cadre de vie
La partie sud du territoire communal est recouverte par le bois de Cornavan, que l'on traverse en empruntant la nationale 7.

## Économie

### Revenus de la population et fiscalité
En 2010, le revenu fiscal médian par ménage était de 44 253 €, ce qui plaçait Communay au 1 002e rang parmi les 31 525 communes de plus de 39 ménages en métropole.

## Culture locale et patrimoine

### Lieux et monuments
- Le chevalement reconstitué du puits Espérance et les divers vestiges miniers, notamment des terrils.

Patrimoine minier.
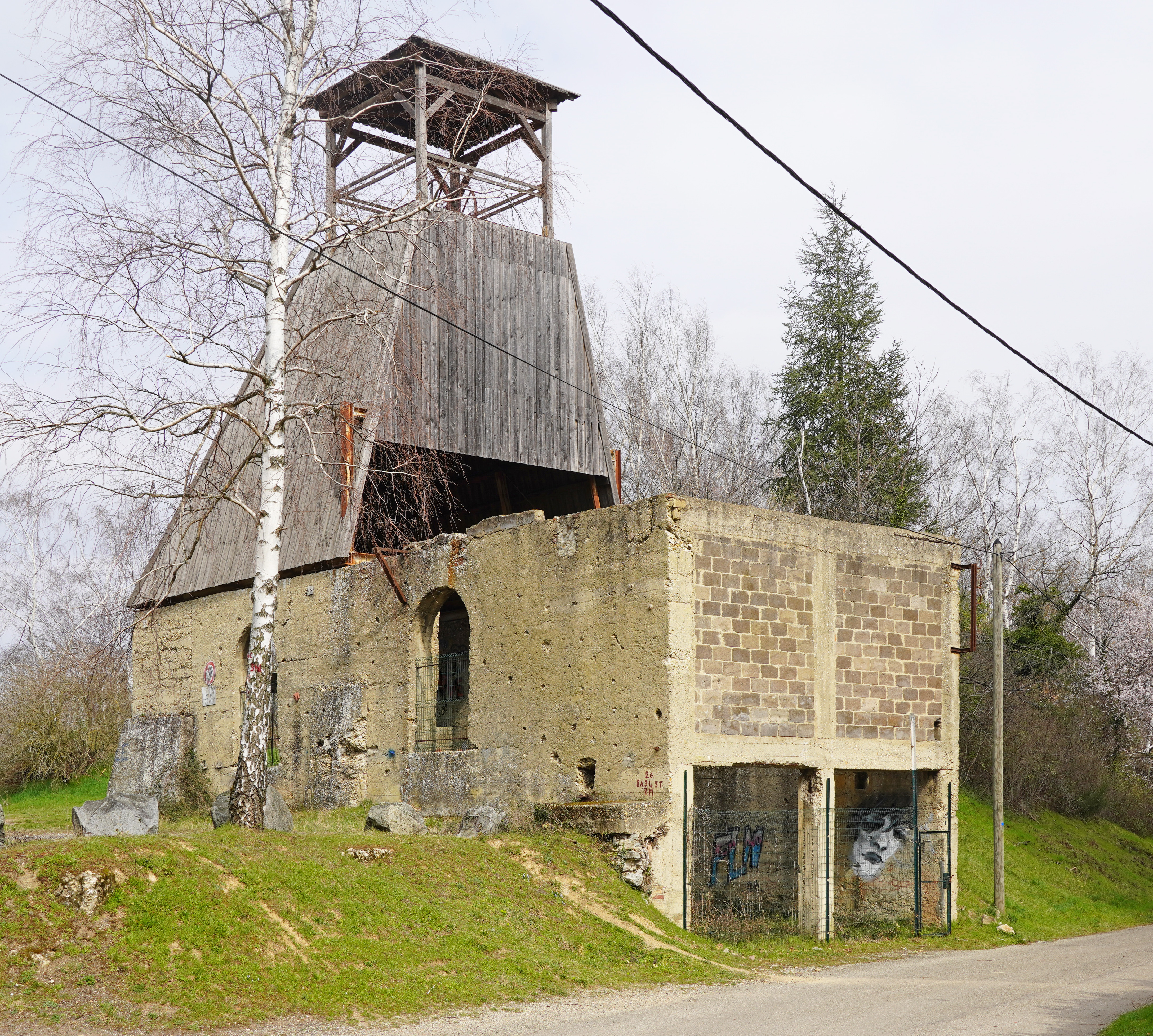
Chevalement reconstitué du puits Espérance.
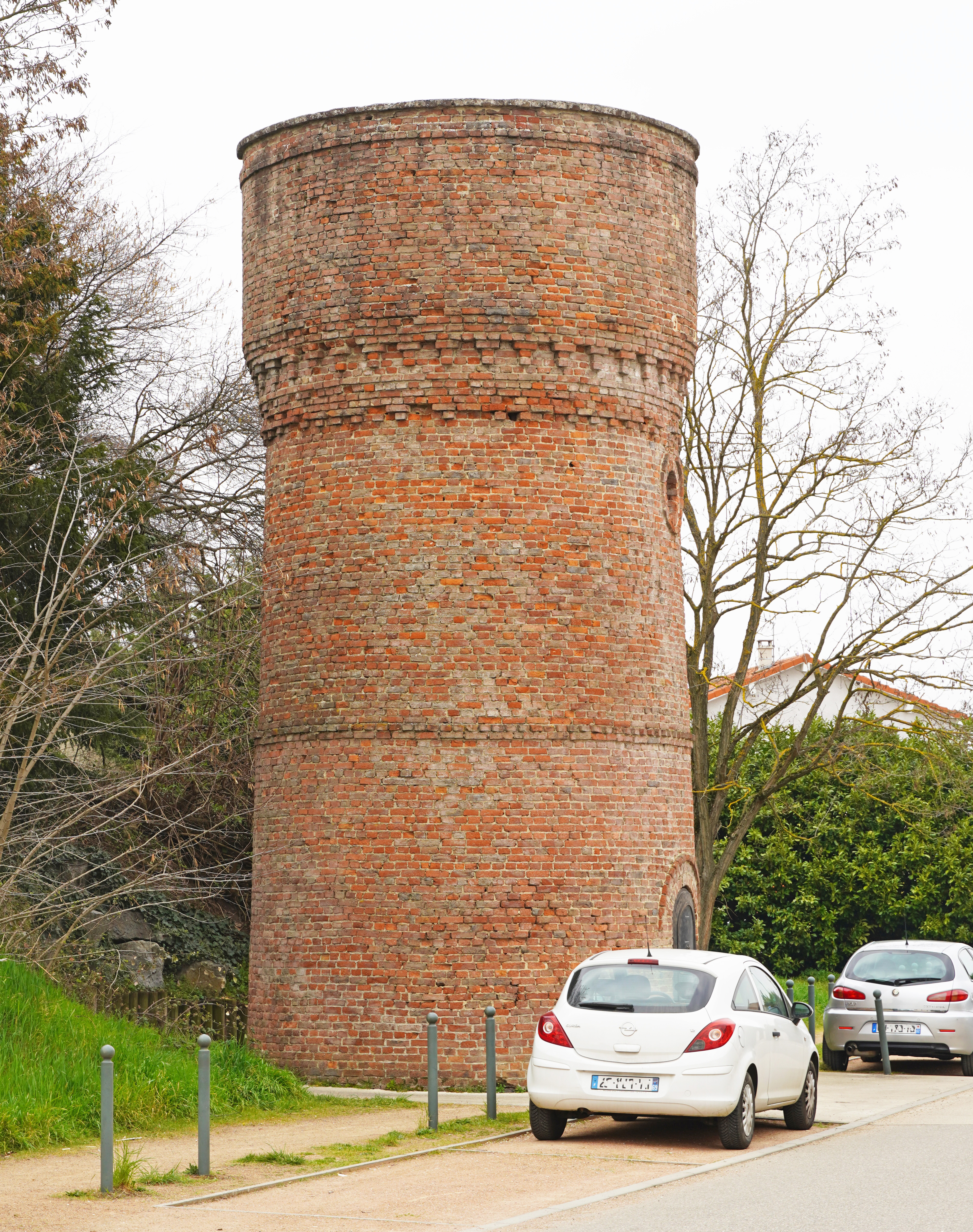
Le château d'eau du puits Espérance.
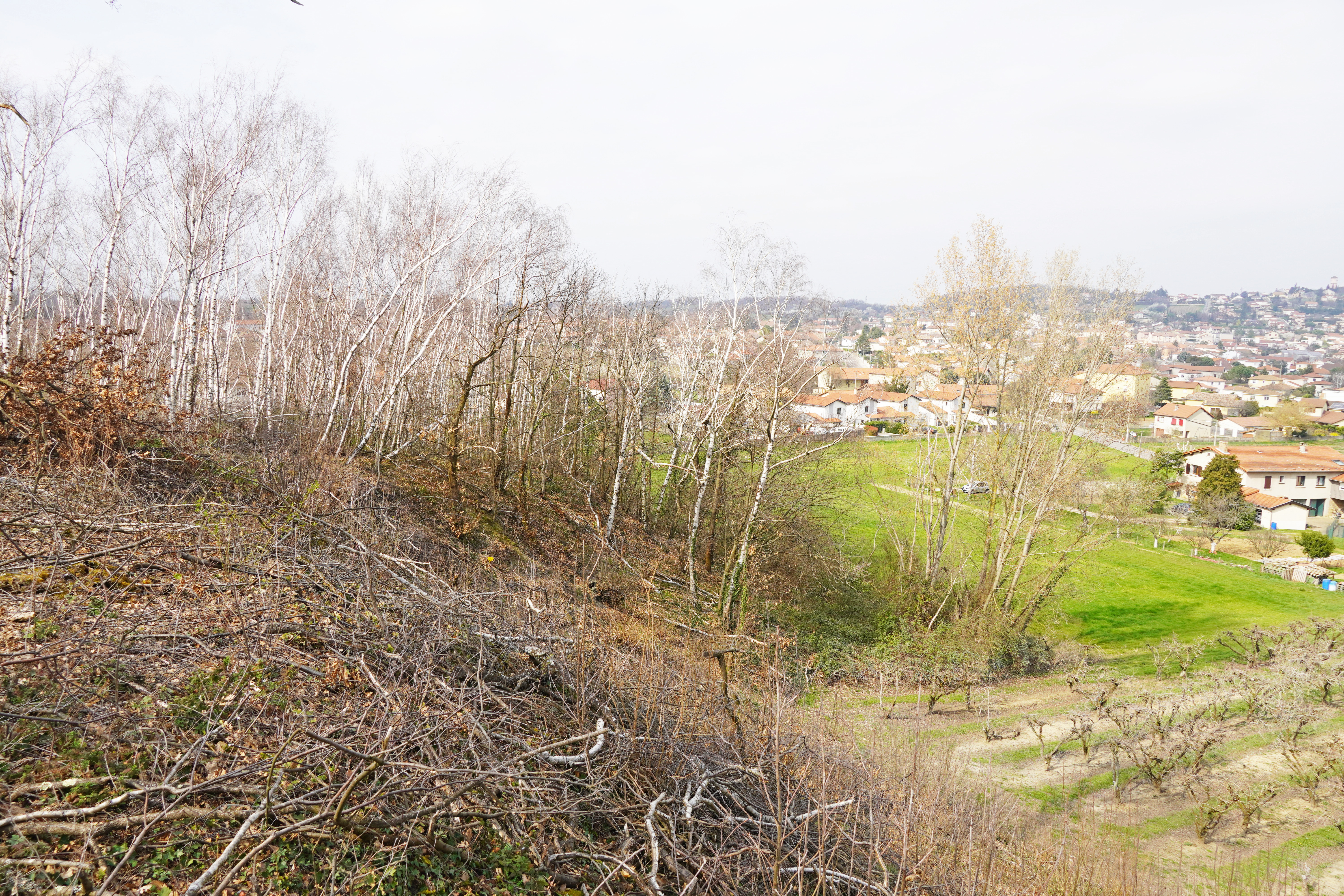
Le terril du puits Sauveur.

- L'église Saint-Blaise.

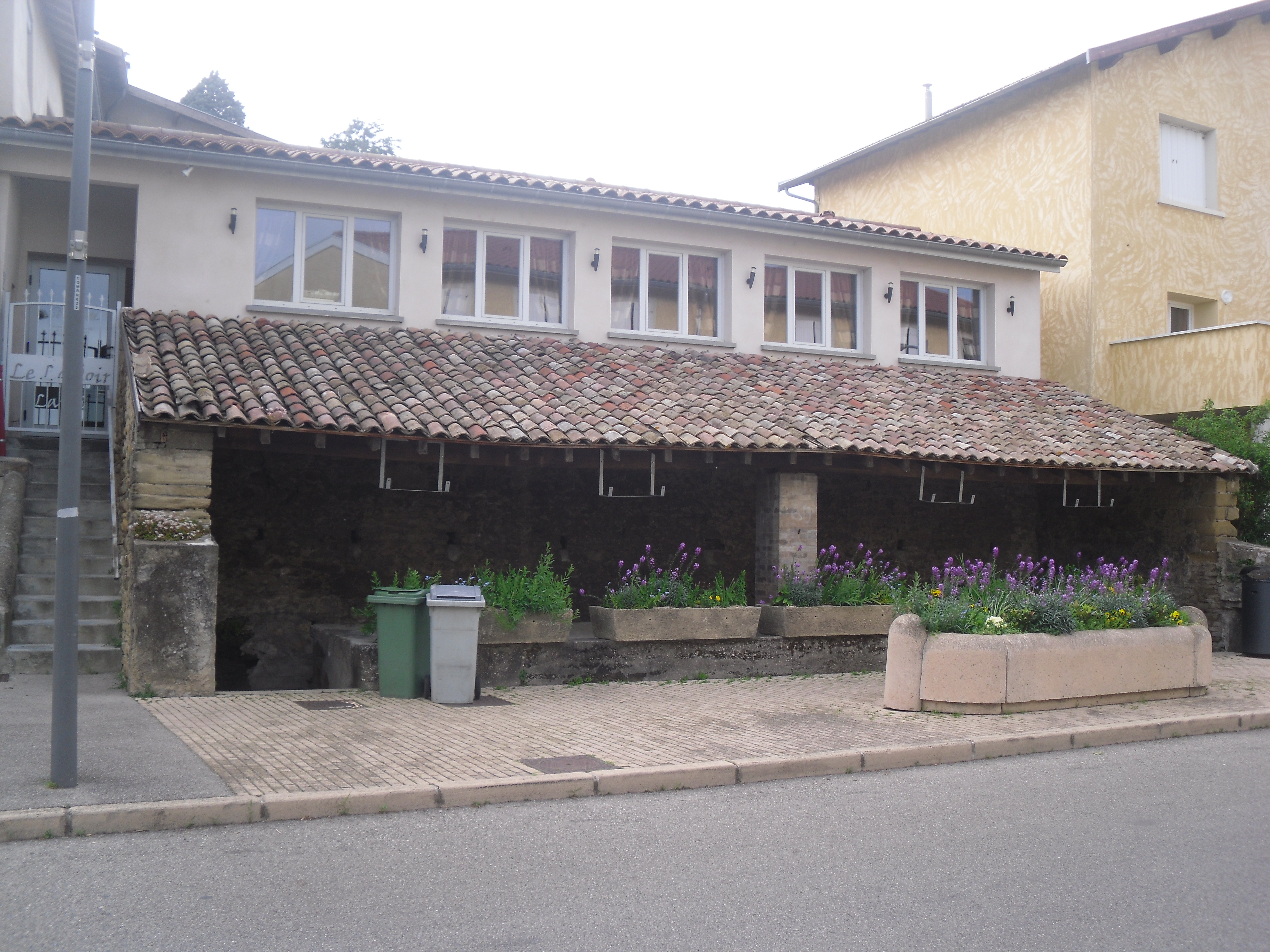
Le lavoir.
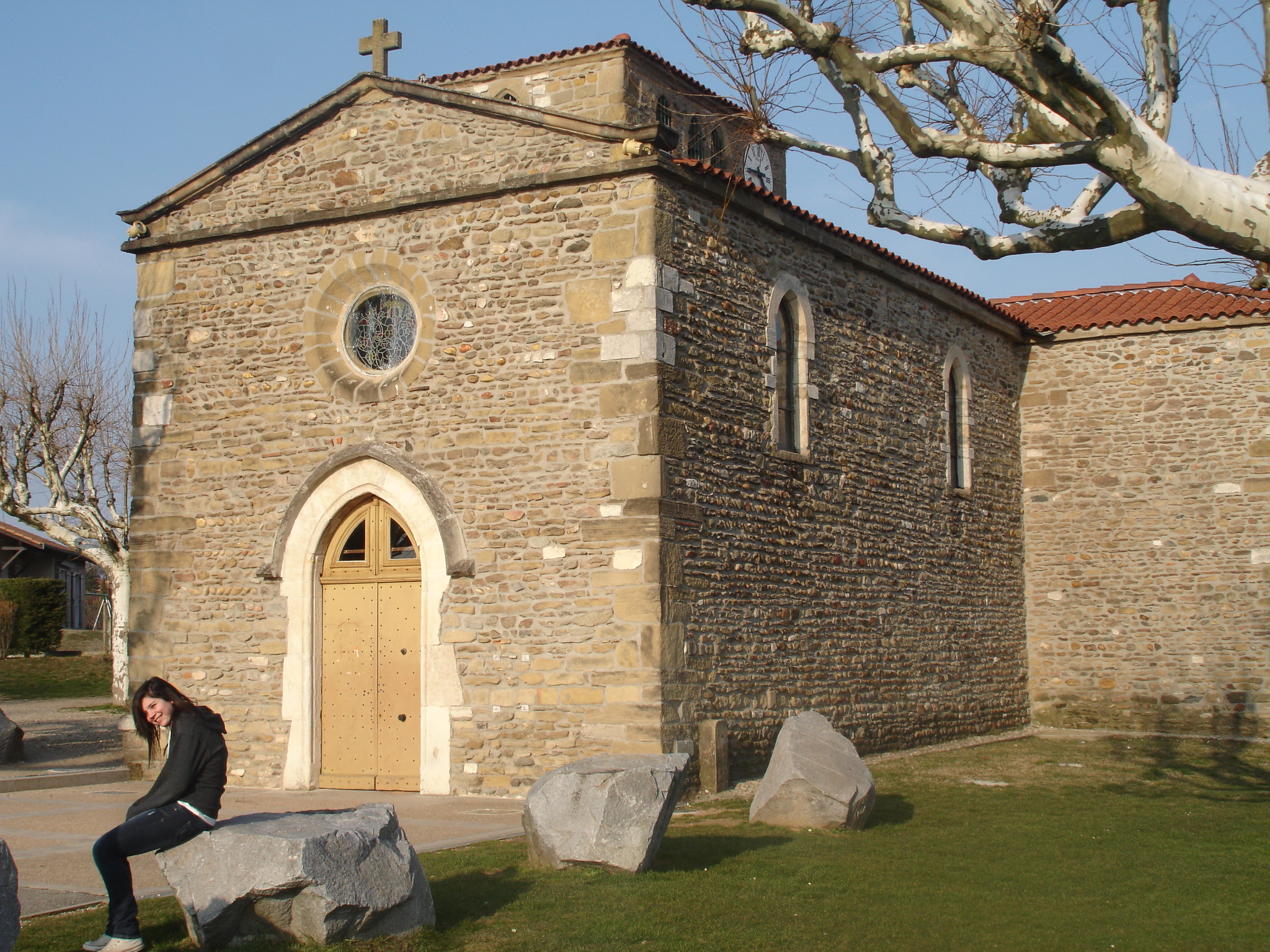
L'église Saint-Blaise.

- Le lavoir.
- L'église Saint-Blaise.

### Manifestations culturelles et festivités
La commune de Communay voit se dérouler différents événements culturels tout au long de l'année, pour citer quelques exemples :
- la Vogue (fête foraine) au mois de mai ;
- la fête de l'automne est organisée chaque année début octobre  ;
- défilé de la Sainte-Barbe début décembre, organisé par l'association des Amis de la Mine [25] ;
- les JOA (journées de l'occasion astronomique) reviennent chaque année au printemps et mêlent animations sur le thème de l'astronomie et ventes de matériel d'occasion[26]

L'association l'Étincelle de Communay organise de nombreuses animations (la fête d'automne, le Noël des enfants, le carnaval, la fête de la musique, art et jardins, les séances de cinéma, les spectacles).

### Personnalités liées à la commune
- Le cavalier Jean Simian a reçu avec trente autres soldats méritants la toute première Légion d'honneur[réf. nécessaire].
- Samuel Dumoulin (né en 1980), cycliste professionnel[réf. nécessaire].